# Ernst-Abbe-Gymnasium (Eisenach)

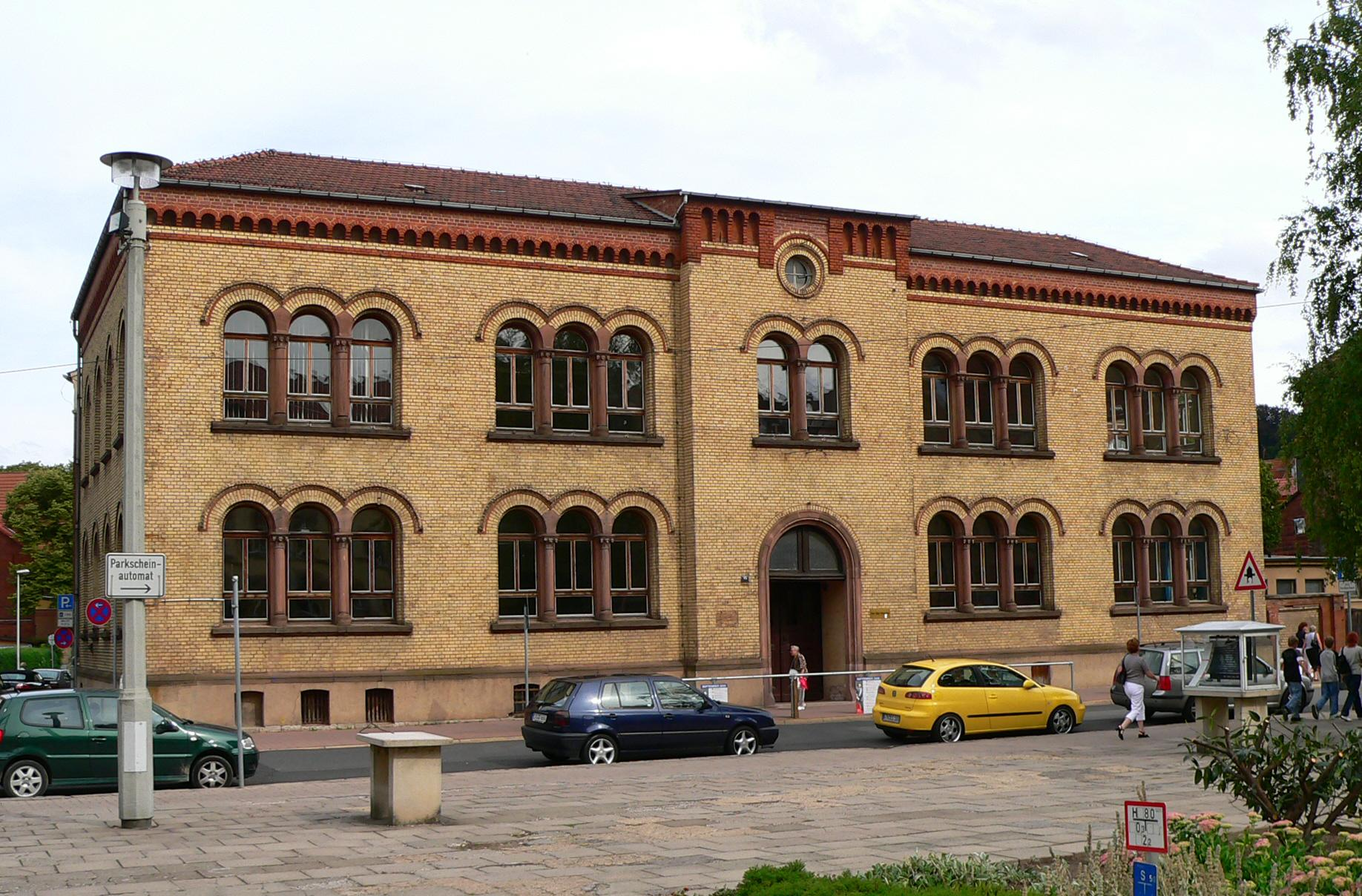
Schulgebäude (Haus II) am Theaterplatz

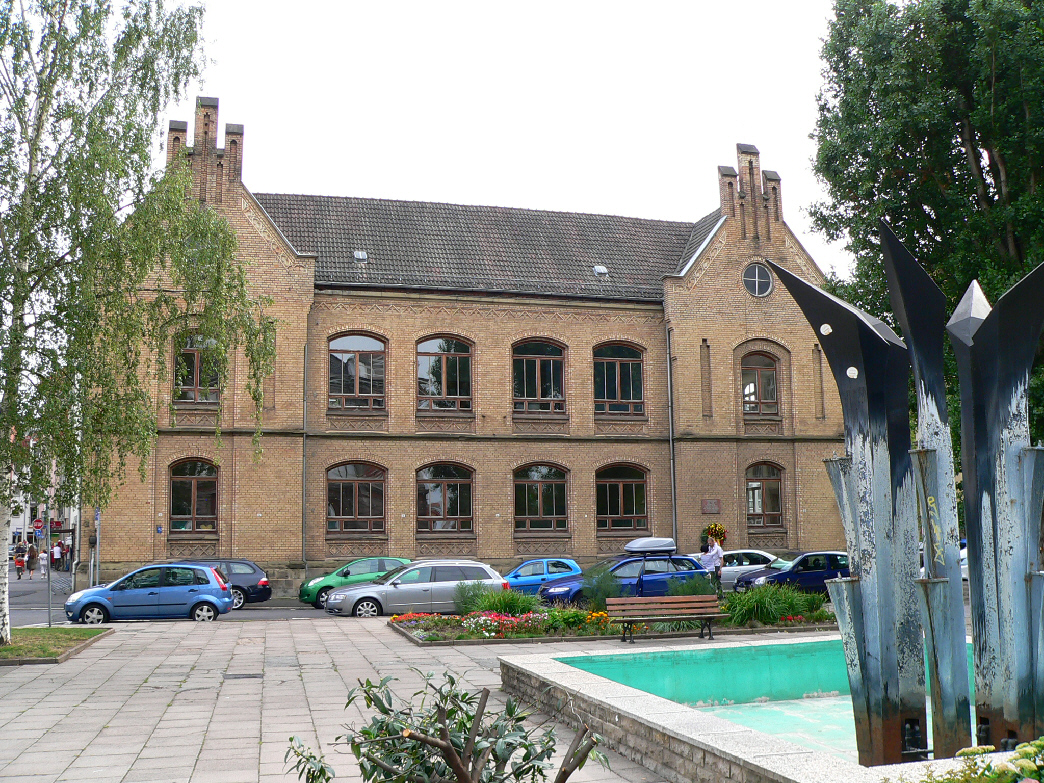
Ehemaliges Schulgebäude (Haus III) am Theaterplatz

Das Ernst-Abbe-Gymnasium ist eines von drei Gymnasien der Stadt Eisenach in Thüringen. Namensgeber der Schule ist der 1840 in Eisenach geborene Physiker und Sozialreformer Ernst Abbe, welcher einst Schüler dieses Gymnasiums gewesen ist.
Im September 2018 beging das Gymnasium sein 175-jähriges Jubiläum. Zur Schultradition gehört seit 1966 die feierliche Übergabe der Abitur-Zeugnisse alljährlich im Festsaal des Palas der nahe gelegenen Wartburg.
Die Schule wurde 1843 gegründet. Von 1950 bis zur Friedlichen Revolution in der DDR war sie Erweiterte Oberschule und für den Altsprachenunterricht (Latein und Griechisch) in den DDR-Bezirken Erfurt, Gera und Suhl zuständig (mit angegliedertem Internat in der Fritz-Koch-Straße 5). Sie war eine von neun Schulen der DDR, die altsprachlichen Unterricht anboten (Latein und Altgriechisch).

## Gegenwart

### Ausstattung und Angebote
Die Schule ist eine auf Sprachen und Naturwissenschaften ausgerichtete Seminarschule. Als Fremdsprachen werden Englisch, Französisch, Latein und Russisch angeboten. Die Fremdsprache Latein kann nach 7 Jahren mit dem Latinum abgeschlossen werden.
Das Hauptgebäude in der Wartburgallee (Haus 1) verfügt über ein Chemielabor, zwei Physikräume, einen Informatikraum, einen Kunstraum, einen Musikraum, einen Geographieraum, einen Arbeitsraum mit PCs für Lehrer und Schüler, eine Sporthalle und einen Abbe-Klub. Am Theaterplatz – etwa 600 m nördlich gelegen – befinden sich im Haus 2 ein Physikraum, ein Informatikraum, ein Kunstraum, ein Musikraum, ein Geographieraum, eine zweite Sporthalle und außerdem der sogenannte Mensch–Natur–Technik–Raum (kurz MNT-Raum). Ebenfalls am Theaterplatz lag das Haus III, es wurde bereits vor 2010 wegen der desolaten Bausubstanz aus dem 19. Jahrhundert als Schulgebäude aufgegeben. Schon 1952 wurde die Gründerzeitvilla Fritz-Koch-Straße 5 von der Kreisschulverwaltung erworben und als Internat genutzt, hier waren die auswärtigen Schüler untergebracht, die Villa wurde auch für Freizeitveranstaltungen genutzt.
Nach Vorstellungen der Schulverwaltung soll das Gymnasium durch einen bereits beantragten Erweiterungsbau (Südflügel) auf dem angrenzenden Gelände an der Grimmelgasse schrittweise modernisiert werden, das Haus II am Theaterplatz würde dann entfallen.
Jedes Jahr finden eine Projektwoche und ein Theatertag, ein Frühlingsball sowie ein Schulhoffest statt. Darüber hinaus bietet das Ernst-Abbe-Gymnasium einen Tag der offenen Tür sowie einen Schnuppertag für zukünftige Abbeaner an.

### Seminarschule
Seit 2009 besteht ein Ausbildungsverbund mit dem Elisabeth-Gymnasium in Eisenach. Lehramtsanwärter erhalten dort die rein schulpraktische Ausbildung, während in der Seminarschule „Ernst-Abbe-Gymnasium“ auch deren theoriegeleitete und praktische Begleitung durch lehrbeauftragte Fachleiter erfolgt.

### Öffentlichkeitsarbeit
Der Förderverein Ernst-Abbe–Schule zu Eisenach e. V. wurde 1990 von Schülern des Ernst-Abbe-Gymnasium gegründet. Weiterhin geben die Schüler des Gymnasiums die Schülerzeitung  heraus, der Redaktion gehören Schüler aller Klassenstufen an. Die Zeitschrift behandelt neben aktuellen Themen aus Gesellschaft und Politik auch schulische und regionale Ereignisse. Sie soll Anregungen für den Schulalltag geben und als Diskussionsgrundlage für Unterricht und Freizeit dienen.

## Geschichte

### 19. Jahrhundert
Am 10. März 1843 beschloss der Eisenacher Stadtrat die Gründung einer Realschule für Kinder weniger begüterter Eltern, die am 11. Juli 1843 eröffnet wurde. Die ersten Schulräume befanden sich in der Eisenacher Bürgerschule an der Esplanade oberhalb des Eisenacher Marktplatzes.
Schulleiter war ab 1848 Karl Mager. 1850 wurde das erste eigene Schulgebäude in der heutigen Schmelzerstraße 19 bezogen. Nachdem die Schule ab 1862 als Realgymnasium nach preußischem Vorbild unterrichtete, wurde am 24. Juni 1863, dem Geburtstag des Großherzogs Carl Alexander, der erste Schulneubau in der Schmelzerstraße eingeweiht. Durch den Abriss umliegender Gebäude konnte der Bau um einen Turnplatz erweitert werden. Während des Deutschen Kriegs 1866 diente das Schulgebäude als Truppenquartier. Durch die steigende Einwohnerzahl Eisenachs stieg auch die Schülerzahl, weshalb in den 1870er Jahren Teile der Unterrichtsräume ausgelagert werden mussten. Verdienste um den Aufbau des naturwissenschaftlichen Unterrichts erwarb sich Ferdinand Senft, der von 1843 bis 1875 an der Schule lehrte. Die letzten Jahrzehnte des 19. Jahrhunderts waren vom weiteren Ausbau der Schule geprägt, um die Jahrhundertwende wurden rund 250 Schüler unterrichtet.

### 20. Jahrhundert
1909 kam es in Eisenach zur Gründung einer neuen Realschule, die im Zuge der Einweihung des neuen Schulgebäudes in der Wartburgallee am 9. November 1922 mit dem Realgymnasium zu einem neunklassigen Realgymnasium verschmolzen wurde. Der Neubau an der Grimmelsgasse und gegenüber der Eisenacher Brauerei AG war von der schlechten wirtschaftlichen Lage der Zeit gekennzeichnet, der Geldmangel führte auch zum Verzicht auf den Bau einer Aula. Auf Initiative des neuen Direktors Fritz Kühner wurde das Gymnasium nach einem seiner bedeutendsten Absolventen, dem Wissenschaftler Ernst Abbe benannt. Durch eine Partnerschaft mit den Zeiss-Werken in Jena profitierte in den folgenden Jahren die technische Ausstattung der Schule mit Geräten wie Mikroskopen oder Projektoren.
Während des Zweiten Weltkrieges starben bereits zwischen 1939 und 1943
über 120 Schüler und Lehrer der Schule. Durch Bombardierungen erlitt das Schulgebäude mehrere Beschädigungen. Zeitweise wurden in Teilen des Gebäudes Verwundete untergebracht, die Schule diente als Lazarett.
Nach dem Zweiten Weltkrieg erfolgte die pädagogische Neugestaltung nach dem Gesetz zur Demokratisierung der deutschen Schule von 1946; und gefolgt vom Gesetz über die sozialistische Entwicklung des Schulwesens in der Deutschen Demokratischen Republik vom 2. Dezember 1959 und der DDR-Schulreform wurde das Ernst-Abbe-Gymnasium endgültig zur Oberschule sozialistischer Prägung umgestaltet.
1950 wurde Eisenachs evangelisches Martin-Luther-Gymnasium zwangsweise aufgelöst. Es gelang den Kirchenvertretern jedoch, die staatlichen Stellen dazu zu bewegen, dass die alten Sprachen an der Ernst-Abbe-Schule weiter unterrichtet wurden. Diese fungierte damit bis zur politischen Wende und friedlichen Revolution 1989 als zentrale Erweiterte Oberschule für den so genannten altsprachlichen C-Zweig (= Unterricht in Latein ab Klasse 9 und Altgriechisch ab Klasse 11) für die DDR-Bezirke Erfurt, Suhl und Gera. Viele spätere Pfarrer der Evangelisch-Lutherischen Kirche in Thüringen gingen dort zur Schule, auch zahlreiche spätere Ärzte, Philologen, Archäologen und Historiker legten hier ihr Abitur ab.
Von etwa 1950 bis 1990 gehörte zur Erweiterten Oberschule für die nicht aus Eisenach stammenden Schüler das Internat in einer einstigen Villa in der damaligen Fritz-Koch-Straße 5 am Prinzenteich – diese wurde als ursprüngliche Villa Sophia im Auftrag von Julius Friedrich Holtz von Otto March entworfen und 1894 bezugsfertig.
Nach 1990 wurde die Schule zum Staatlichen Gymnasium.

### 21. Jahrhundert
Zusätzlich zum Hauptgebäude in der Wartburgallee gibt es ein weiteres Schulgebäude am Theaterplatz. Beide Bauwerke stehen unter Denkmalschutz.
Das Ernst-Abbe-Gymnasium war immer eine Ausbildungseinrichtung für Lehramtsanwärter und seit 2005 ist es eine Seminarschule (seit 2009 im Verbund mit dem Elisabeth-Gymnasium Eisenach), da neben der theoretischen Ausbildung durch Fachleiter (sonst Studienseminar) auch die praktische Ausbildung im Unterricht begleitet wird.
Das Ernst-Abbe-Gymnasium steht auf drei Säulen:
- Seminarschule
- Soziales Lernen
- MINT-Fächer

Das Leitbild der Einrichtung:
Anspruchsvoll
Bilden
Bewusst
Erziehen

### Schulleiter
- 1848–1852 Karl Mager
- 1852–1887 Gustav Köpp
- 1887–1923 Hermann Fredrichs
- 1923–1934 Fritz Kühner
- 1934–1939 Andernacht
- 1939–194? Ferdinand Hartan
- 1945–194? Waldemar Schiffmann
- 1950–1959 Hans Beyer
- 1960–1962 Erwin Janke
- 1962–1965 Paul Paetzold
- 1967–1990 Hans Winkel
- 1990–1994 Günter Schmidt
- 1994–1996 Günter Straßburg
- 1996–2003 Gerhard Lorenz
- 2003–2011 Günter Straßburg (bis 2005 kommissarischer Schulleiter, † 19. Juli 2011)
- 2011–2015 Angela Kraft
- 2015–dato Elke Menzel

### Bedeutende Pädagogen
- Friedrich Koch (1813–1872), Philologe und Grammatiker, unterrichtete von 1843 bis 1872 an der Schule
- Ferdinand Senft, Lehrer für Naturkunde 1843 bis 1875
- Karl Mager, Rektor von 1848 bis 1852
- Anton Ott[Anmerkung 2], Lehrer für Altgriechisch und Latein von 1952 bis 1988[Anmerkung 1]

### Bekannte einstige Schüler
- Friedrich Moritz Stapff (1836–1895), Geologe
- Ernst Abbe (1840–1905), Wissenschaftler
- Fritz Deubel (1898–1966), Geologe
- Rudolf Meinhold (1911–1999), Geophysiker
- Hans Fleischer (1919–1986), Fahrzeugdesigner
- Rudolf Nitsche (1922–1996), Physikochemiker, Kristallograph und Hochschullehrer
- Claus Oefner (1938–2017), Musikwissenschaftler
- Christian Führer (1943–2014), Theologe, langjähriger Pfarrer der Nikolaikirche (Leipzig)
- Matthias Doht (* 1958), Oberbürgermeister der Stadt Eisenach (2006–2012)
- Dirk Schnell (* 1959), Handballer
- Gerry Kley (1960–2021), FDP-Politiker, Gesundheitsminister in Sachsen-Anhalt (2002–2006)
- Alexander Blume (* 1961), Musiker
- Thorsten Merten (* 1963), Schauspieler[7]
- Martin Verges (* 1965), Theaterregisseur und Autor
- Almuth Märker (* 1966), Kustodin der Papyrus- und Ostrakasammlung der Universitätsbibliothek Leipzig
- Friedemann Stengel (* 1966), Theologie-Professor an der Martin-Luther-Universität Halle-Wittenberg
- Stefan Wolter (* 1967), Historiker und Autor